# Opéra comique

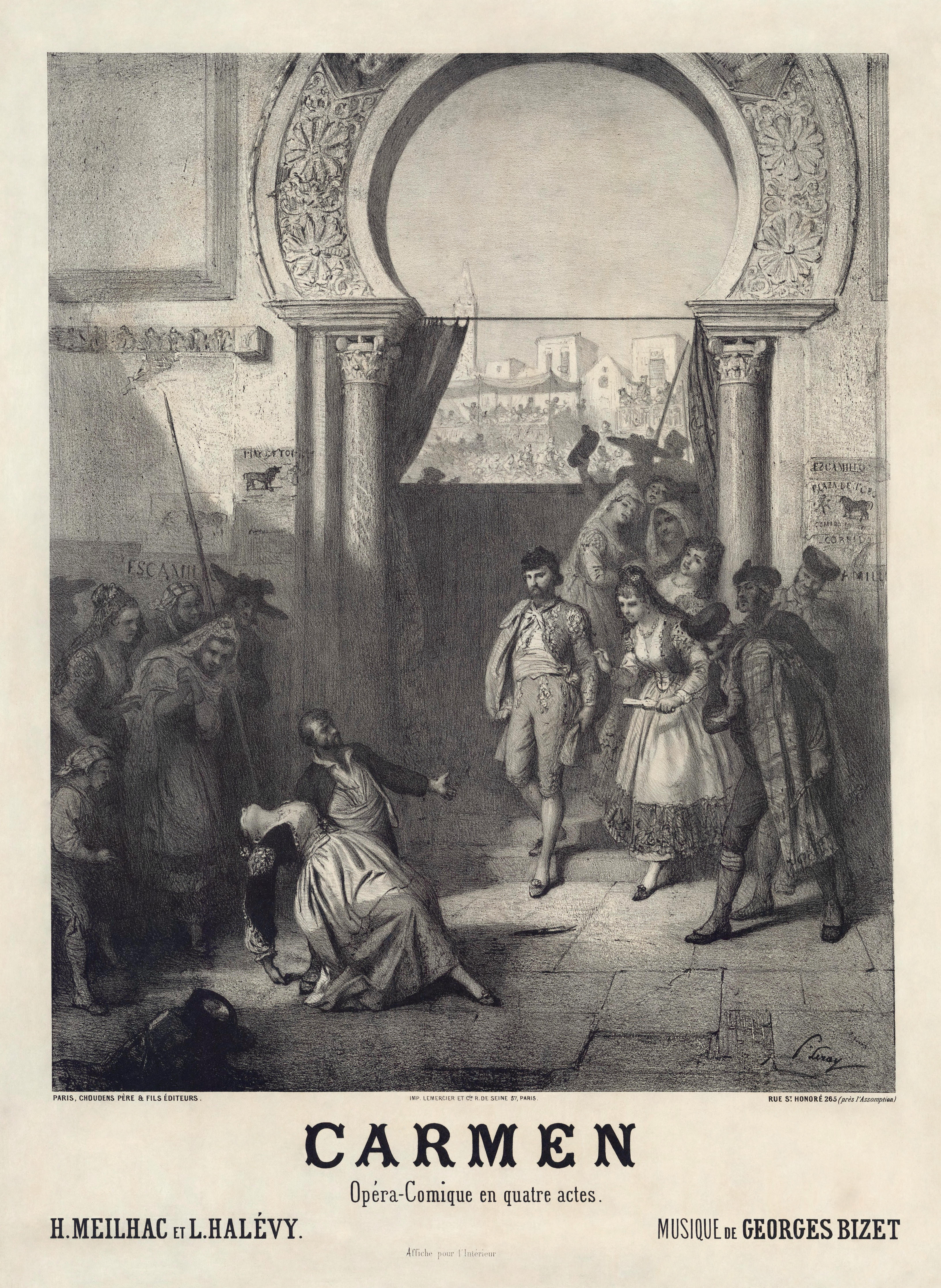
Az egyik legismertebb opéra comique, a Carmen ősbemutatójának plakátja

Az opéra comique a francia vígoperák megnevezése. Az udvari tragédie lyrique-kel ellentétben a francia polgárság kedvelt operaműfaja volt az ancien régime végén. Tematikájában keveredik a komikus, a szatirikus, a tragikus és az idillikus elem. Később a fogalom általánosodott, és tekintet nélkül a cselekmény jellegére azoknak az operáknak a francia elnevezése lett, amelyekben párbeszéd fordul elő. A legismertebb opéra comique Bizet Carmenjének eredeti változata. Hasonló külföldi műfajok az olasz opera buffa és a német singspiel.